# Danh sách đĩa nhạc của Carly Rae Jepsen
Danh sách đĩa nhạc của nữ ca sĩ người Canada Carly Rae Jepsen bao gồm 2 album phòng thu, 1 đĩa mở rộng, 8 đĩa đơn và 7 video âm nhạc. Jepsen là một cô gái tài năng, cô đã từng lọt vào top 3 Canadian Idol, và sau đó nhanh chóng ký hợp đồng với hãng thu âm Fontana và MapleMusic. Album phòng thu đầu tay của cô được phát hành vào tháng 9 năm 2008, với hai đĩa đơn lọt vào Canadian Top 40, "Tug of War" and "Bucket", cả hai đĩa đơn đều được chứng nhận đĩa Vàng bởi CRIA. Tài năng của cô chỉ thực sự được biết đến với bản hit "Call Me Maybe", ca khúc đã giành được vị trí quán quân tại các bảng xếp hạng của nhiều quốc gia trên toàn thế giới. Đĩa mở rộng đầu tiên của cô, Curiosity đạt được vị trí thứ 6 ở Canada.

## Album

### Album phòng thu
| Tug of War                                                                    | - Phát hành: 29 tháng 9 năm 2008 - Hãng đĩa: Fontana, MapleMusic - Định dạng: CD, tải kỹ thuật số        | — | — | —  | —  | —  | — | —  | — | — | — | - Canada: 10,000                            |
| Kiss                                                                          | - Phát hành: 14 tháng 9 năm 2012 - Hãng đĩa: 604, Schoolboy, Interscope - Định dạng: CD, tải kỹ thuật số | 5 | 8 | 15 | 14 | 16 | 4 | 16 | 6 | 9 | 6 | - Canada: 8,000 - Nhật: 49,000 - Mỹ: 61,000 |
| "—" Album không có mặt trên bảng xếp hạng hoặc không phát hành ở quốc gia đó. | |   |   |    |    |    |   |    |   |   |   |                                             |

### Đĩa mở rộng
| Tên       | Chi tiết                                                                          | Vị trí xếp hạng cao nhất |
| Tên       | Chi tiết                                                                          | Canada                   |
| --------- | --------------------------------------------------------------------------------- | ------------------------ |
| Curiosity | - Phát hành: 14 tháng 2 năm 2012 - Hãng đĩa: 604 - Định dạng: CD, tải kĩ thuật số | 6                        |

## Đĩa đơn

### Đĩa đơn
| Đĩa đơn                                                                         | Năm  | Vị trí xếp hạng cao nhất | Vị trí xếp hạng cao nhất | Vị trí xếp hạng cao nhất | Vị trí xếp hạng cao nhất | Vị trí xếp hạng cao nhất | Vị trí xếp hạng cao nhất | Vị trí xếp hạng cao nhất | Vị trí xếp hạng cao nhất | Vị trí xếp hạng cao nhất | Vị trí xếp hạng cao nhất | Chứng nhận (theo doanh số) | Thuộc album                  |
| Đĩa đơn                                                                         | Năm  | Canada                   | Úc                       | Áo                       | Pháp                     | Đức                      | Ireland                  | New Zealand              | Thụy Sĩ                  | Anh                      | Mỹ                       | Chứng nhận (theo doanh số) | Thuộc album                  |
| ------------------------------------------------------------------------------- | ---- | ------------------------ | ------------------------ | ------------------------ | ------------------------ | ------------------------ | ------------------------ | ------------------------ | ------------------------ | ------------------------ | ------------------------ | --- | ---------------------------- |
| "Sunshine on My Shoulders"                                                      | 2008 | —                        | —                        | —                        | —                        | —                        | —                        | —                        | —                        | —                        | —                        | | Tug of War                   |
| "Tug of War"                                                                    | 2008 | 36                       | —                        | —                        | —                        | —                        | —                        | —                        | —                        | —                        | —                        | - Canada: Vàng | Tug of War                   |
| "Bucket"                                                                        | 2009 | 32                       | —                        | —                        | —                        | —                        | —                        | —                        | —                        | —                        | —                        | - Canada: Vàng | Tug of War                   |
| "Sour Candy" (hợp tác với Josh Ramsay)                                          | 2009 | —                        | —                        | —                        | —                        | —                        | —                        | —                        | —                        | —                        | —                        | | Tug of War                   |
| "Call Me Maybe"                                                                 | 2011 | 1                        | 1                        | 1                        | 1                        | 1                        | 1                        | 1                        | 1                        | 1                        | 1                        | - Canada: 5× Bạch kim - Úc: 6× Bạch kim - Đan Mạch: Bạch kim - Đức: Bạch kim - Mexico: Bạch kim - New Zealand: 3× Bạch kim - Thụy Sĩ: Bạch kim - Mỹ: 4× Bạch kim | Curiosity                    |
| "Curiosity"                                                                     | 2012 | 18                       | —                        | —                        | —                        | —                        | —                        | —                        | —                        | —                        | —                        | | Curiosity                    |
| "Good Time" (song ca với Owl City)                                              | 2012 | 1                        | 5                        | 9                        | 17                       | 8                        | 6                        | 1                        | 6                        | 5                        | 8                        | - Úc: Vàng - New Zealand: Vàng | The Midsummer Station & Kiss |
| "This Kiss"                                                                     | 2012 | 23                       | —                        | —                        | —                        | 173                      | —                        | 39                       | —                        | —                        | 86                       | | Kiss                         |
| "—" Đĩa đơn không có mặt trên bảng xếp hạng hoặc không phát hành ở quốc gia đó. |      |                          |                          |                          |                          |                          |                          |                          |                          |                          |                          | |                              |

### Đĩa đơn hợp tác
| Tên                                                              | Năm  | Thuộc album         |
| ---------------------------------------------------------------- | ---- | ------------------- |
| "Change for You" (The Midway State hợp tác với Carly Rae Jepsen) | 2009 | Change for You - EP |

### Các bài hát khác
| Tên                                     | Năm  | Vị trí xếp hạng cao nhất | Vị trí xếp hạng cao nhất | Vị trí xếp hạng cao nhất | Vị trí xếp hạng cao nhất | Vị trí xếp hạng cao nhất | Vị trí xếp hạng cao nhất | Thuộc album |
| Tên                                     | Năm  | Canada                   | Úc                       | Đan Mạch                 | Ireland                  | Anh                      | Mỹ                       | Thuộc album |
| --------------------------------------- | ---- | ------------------------ | ------------------------ | ------------------------ | ------------------------ | ------------------------ | ------------------------ | ----------- |
| "Beautiful" (hợp tác với Justin Bieber) | 2012 | 37                       | 48                       | 37                       | 87                       | 68                       | 87                       | Kiss        |

## Video âm nhạc
| Tên                                    | Năm  | Đạo diễn          |
| -------------------------------------- | ---- | ----------------- |
| "Tug of War"                           | 2009 | Ben Knetchtel     |
| "Bucket"                               | 2009 | Ben Knetchtel     |
| "Sour Candy" (hợp tác với Josh Ramsay) | 2009 | Ben Knetchtel     |
| "Call Me Maybe"                        | 2011 | Ben Knetchtel     |
| "Good Time" (song ca với Owl City)     | 2012 | Declan Whitebloom |